# Carmel Robichaud
Pour les articles homonymes, voir Robichaud.
Carmel Robichaud est une femme politique canadienne, anciennement députée libérale de Baie-de-Miramichi—Neguac à l'Assemblée législative du Nouveau-Brunswick.

## Biographie
Carmel Robichaud est née à Néguac dans une famille nombreuse. Ses parents sont feu Dorinne et feu Côme Robichaud, aussi originaire du village. Elle a fréquenté les écoles de son village natal. Elle obtient un certificat d'enseignement du New Brunswick Teachers' College de Fredericton en 1959. Elle obtient aussi un diplôme en enseignement à l'Université de Moncton en 1989, un baccalauréat en éducation de l'Université St. Thomas et un baccalauréat en arts de l'Université de Moncton. Elle termine le programme Principal's In-Service à Fredericton en 1990 et le programme de leadership au Centre de leadership en éducation à l'Université d'Ottawa en 1995. Elle obtient finalement une maîtrise en éducation de l'Université de Moncton en 1997.
Carmel Robichaud a été enseignante durant 35 ans, à la fois dans le réseau francophone et le réseau anglophone, enseignant à des élèves de la maternelle au secondaire, que ce soit au Nouveau-Brunswick, au Québec ou en Ontario. Elle a été coordonnatrice du programme de français langue seconde et d'immersion, directrice du secteur de français et directrice adjointe. Elle a de plus enseigné à l'Université Memorial de Terre-Neuve-et-Labrador ainsi qu'à l'Université du Nouveau-Brunswick. En marge de sa carrière, elle a participé à un comité d'évaluation des écoles et a représenté les enseignants des écoles élémentaires auprès de divers comités. Elle est membre fondatrice d'une bibliothèque scolaire et présidente fondatrice d'un programme de déjeuners gratuits.
Carmel Robichaud est membre de l'Association libérale du Nouveau-Brunswick et a été présidente de l'Association des femmes libérales de Baie-de-Miramichi et secrétaire de l'association de Baie-de-Miramichi. Elle est élue le 9 juin 2003, lors de la 55e élection générale, pour représenter la circonscription de Baie-de-Miramichi—Neguac à l'Assemblée législative du Nouveau-Brunswick, dans la 55e législature. Elle est alors porte-parole de l'Opposition officielle en matière d'éducation et de la condition de la femme, en plus de siéger au Comité spécial de l'éducation.
Elle est élue à la 56e législature le 18 septembre 2006, lors de la 56e élection générale. Elle est assermentée au Conseil exécutif le 3 octobre suivant et nommée ministre des Services familiaux et communautaires et ministre responsable du Conseil consultatif sur la condition de la femme dans le gouvernement de Shawn Graham. Elle occupe aussi les postes de ministre des Gouvernements locaux et ministre responsable des organismes communautaires sans but lucratif du 31 octobre 2007 au 12 novembre 2008. Elle est actuellement membre du Comité d'administration de l'Assemblée législative, du Comité des corporations de la Couronne et du Comité de la procédure, en plus de siéger au Comité spécial de l'apprentissage continu. Elle est nommée vice-présidente de la Chambre le 2 décembre 2008, devenant du même coup présidente des comités pléniers.
Elle est candidate à sa succession lors de la 57e élection générale, qui se tient le 27 septembre 2010, mais n'est pas réélue.
Elle est impliquée dans sa communauté. Elle a organisé le Festival de la famille et a fondé l'escadron des cadets de l'air à Néguac. Elle est membre de la Légion royale canadienne et a déjà siégé au conseil du Centre Beausoleil pour les adultes ayant des besoins spéciaux.
Elle a deux enfants et quatre petits-enfants.